# Izydor Bakanja
Izydor Bakanja (ur. ok. 1885 w Bokendela, zm. 8 lub 15 sierpnia 1909 w Ngomb'Isongu w Kongo Belgijskim) – afrykański męczennik, członek Bractwa Szkaplerza Świętego Najświętszej Maryi Panny z Góry Karmel, błogosławiony Kościoła katolickiego.

## Życiorys
Izydor, a właściwie Bakanja, pochodził z plemienia Boanga, z wielodzietnej rodziny ubogich rolników z wioski Bokendela-Bekalaka (obecnie położonej w Demokratycznej Republice Konga). Jako młody chłopak udał się do odległej Mbandaki, gdzie znalazł pracę w jednej z kolonizacyjnych firm budowlanych. Tam też nawiązał kontakt z belgijskimi misjonarzami, od których po raz pierwszy dowiedział się o Jezusie. Chrzest, wraz z nowym imieniem – Izydor, przyjął 6 maja 1906 roku. Wraz z chrztem przyjął szkaplerz karmelitański, który miał przypominać mu o nowej godności chrześcijańskiej.
Z uwagi na podeszły wiek rodziców Izydor powrócił do domu, a potem do Busiry, gdzie podjął pracę u współwłaściciela belgijskiej spółki handlowej. Wkrótce Izydor przeniósł się ze swym pracodawcą do Ikili. Tam zmienił pracodawcę. Nowy pracodawca będący ateistą, żywił awersję do chrześcijan i nie pozwalał służbie na noszenie jakichkolwiek oznak religijnych oraz na sprawowanie praktyk religijnych. Z tego powodu dochodziło do poważnych konfliktów pomiędzy kolonizatorem a jego pracownikami.
Za odmowę zdjęcia szkaplerza, za głoszenie Dobrej Nowiny, oraz za namawianie innych robotników do przyjęcia chrztu, Izydor został dwukrotnie wychłostany (25 i 200 razów), przy czym, przy drugiej serii użyto bicza zakończonego gwoździami. Biczowanie i umieszczenie go na 4 dni w wędzarni kauczuku, stanowiło początek jego męczeńskiej, sześciomiesięcznej agonii spowodowanej infekcją ran. Zmaltretowanego, konającego i porzuconego w lesie Izydora, przewiózł do pobliskiej wioski (Ngomb'Isongu) inspektor plantacji kauczuku, powierzając go opiece miejscowych chrześcijan.
Sześć miesięcy powolnego umierania, ze szkaplerzem, różańcem i modlitwą, zaświadczyło o jego heroicznej wierze. 
Izydor powtarzał:

Umieram, bo jestem chrześcijaninem. W tym tkwi sedno całej sprawy. Torturowano mnie tylko dlatego, że jestem chrześcijaninem.

Izydor Bukanja zmarł mając ok. 24 lata.

## Kult
Heroiczna postawa i śmierć Izydora Bakanja sprawiły, że wzrosły masowe nawrócenia jego rodaków. 
Jego grób w Bokote (Prowincja Równikowa w RPA) był zawsze otaczany szczególną czcią, a drewniany krzyż upamiętniał miejsce jego męczeństwa.
Jego męczeństwo za wiarę stwierdził również werdykt cywilnego trybunału, wydany już po jego śmierci, który stwierdza, że z przeprowadzonych badań wynika jasno, że tortury fizyczne, które doprowadziły do śmierci Izydora Bakanja, a które zostały mu zadane za noszenie przez niego zewnętrznych oznak wiary, stanowiły zamach na jego moralną osobowość i na wolność kultu.

## Beatyfikacja
Izydor Bakanja został beatyfikowany przez papieża Jana Pawła II 24 kwietnia 1994 roku podczas I Specjalnego Zgromadzenia Synodu Biskupów poświęconego Afryce.
Jan Paweł II takimi słowami wyniósł Bakanja na ołtarze: 

Człowiekiem takiej właśnie heroicznej wiary jesteś Ty, Izydorze Bakanja, młody chrześcijaninie z Zairu. Tak jak każdy ochrzczony, zostałeś wezwany do szerzenia Dobrej Nowiny. Umiałeś dzielić się swoją wiarą i świadczyłeś o Chrystusie z tak wielkim przekonaniem, że dla Twoich bliskich stałeś się jednym z tych mężnych wiernych świeckich, którzy są katechistami. Tak, błogosławiony Izydorze, do końca wierny obietnicom chrztu, byłeś prawdziwym katechistą i wielkodusznie służyłeś Kościołowi w Afryce i jego misji ewangelizacyjnej.

## Dzień obchodów
Liturgia własna kongijskiego Kościoła lokalnego czci błogosławionego Izydora 12 sierpnia.